# Bistum Lokossa
Das Bistum Lokossa (lateinisch Dioecesis Lokossaensis, französisch Diocèse de Lokossa) ist eine in Benin gelegene Diözese der römisch-katholischen Kirche mit Sitz in Lokossa.

## Geschichte
Das Bistum Lokossa wurde am 11. März 1968 durch Papst Paul VI. mit der Apostolischen Konstitution Ecclesia sancta Dei aus Gebietsabtretungen des Erzbistums Cotonou errichtet und diesem als Suffraganbistum unterstellt.

## Bischöfe von Lokossa
- Christophe Adimou, 1968–1971, dann Erzbischof von Cotonou
- Robert Sastre, 1972–2000
- Victor Agbanou, 2000–2023
- Coffi Roger Anoumou, seit 2023